# 푸의 히파럼프 무비
푸우의 히파럼프 영화는 디즈니툰 스튜디오에 의해 제작하고 월트 디즈니 픽쳐스가 발표한, AA 밀른의 푸우 이야기의 캐릭터인 2005년 애니메이션 영화이다. 이 영화는 칼리 사이먼에 의해 노래를 갖추고 있습니다.

## 줄거리
어느 날 아침, 100 에이커 숲에서 루와 그의 친구들인 곰돌이 푸, 피글렛, 티거는 잠에서 깨어나 시끄러운 나팔 소리를 듣고 놀란다. 그들은 소리의 근원을 알아내기 위해 래빗의 집을 방문하고, 루는 크고 둥근 발자국 흔적을 발견한다. 래빗은 그 발자국이 숲의 주민들이 적대적이라고 두려워하는 코끼리 같은 생물인 히파럼프에게서 나왔다고 결론 내린다. 루의 제안에 따라 래빗은 더 이상의 침략을 막기 위해 히파럼프 골짜기로 가서 그곳에 사는 히파럼프들을 잡기 위한 원정대를 조직한다. 루는 어린 나이 때문에 원정대에 참여하는 것이 금지되지만, 다음 날 자신만의 히파럼프 사냥을 시작한다.
히파럼프 골짜기를 탐험하던 루는 친절한 어린 히파럼프인 럼피를 만난다. 럼피는 다른 히파럼프들과 소통하기 위해 자신만의 나팔 소리를 찾고 싶다는 소망을 솔직히 표현한다. 럼피를 알아가면서 루는 히파럼프들이 친구들이 묘사한 것과는 다르다는 것을 곧 알게 되고, 럼피에게 100 에이커 숲을 구경시켜 주겠다고 제안하고 럼피는 동의한다. 투어 동안 루와 럼피는 함께 게임을 하고 굳건한 우정을 형성하지만, 실수로 푸의 집과 래빗의 정원을 엉망으로 만든다. 한편, 래빗과 일행은 히파럼프 원정에서 실패하고 집으로 돌아와 루와 럼피가 만든 엉망진창을 발견한다. 히파럼프가 원인이라고 결론 내리고, 그들은 히파럼프를 잡기 위한 덫을 설치하기 시작한다.
럼피의 엄마가 자신을 부르는 소리를 들은 후, 루와 럼피는 엄마를 찾기 시작하지만 성공하지 못한다. 루는 자신의 엄마인 캥거의 도움을 받는다는 아이디어를 얻을 때까지 럼피는 점점 더 우울해진다. 루와 럼피는 곧 캥거를 발견하는데, 래빗, 푸, 피글렛, 티거도 함께 있다. 그들은 럼피가 루를 납치하려 했다고 잘못 믿고 럼피를 공격한다. 배신감을 느낀 럼피는 도망치지만 우리에 갇힌다. 럼피를 따라간 루는 우리에서 럼피를 풀어주고 둘은 캥거가 승인하는 가운데 화해한다. 그 후 루는 럼피와의 우정을 래빗과 다른 친구들에게 밝히고 히파럼프에 대한 편견을 비난한다.
루의 친구들이 마지못해 럼피를 보내기로 동의하자, 여전히 겁에 질린 럼피는 절벽에서 비틀거리다 실수로 루를 통나무 더미 속으로 밀어 넣는다. 루의 친구들이 통나무를 옮길 수 없자, 럼피는 코를 사용하여 엄마에게 도움을 요청하기로 결정하고, 그 과정에서 마침내 자신만의 나팔 소리를 찾는다. 그의 부름을 들은 럼피의 엄마가 도착하여 성공적으로 루를 구출한다. 이 영웅적인 행동으로 푸와 친구들은 마침내 히파럼프들의 선함을 인정하게 되고, 두 부족은 서로 평화를 이룬다.